# بيلال عواشرية
بيلال عواشرية (بالفرنسية: Bilel Aouacheria)‏ (2 أبريل 1994 بفرنسا - ) هو لاعب كرة قدم فرنسي في مركز الجناح الأيمن في نادي النجمة السعودي.

## روابط خارجية
- بيلال عواشرية على موقع قاعدة بيانات كرة القدم.إي يو (الإنجليزية)
- بيلال عواشرية على موقع Soccerway.com (الإنجليزية)